# Neoperla pseudorecta
Neoperla pseudorecta is een steenvlieg uit de familie borstelsteenvliegen (Perlidae). De wetenschappelijke naam van de soort is voor het eerst geldig gepubliceerd in 1984 door Sivec.